# Aphrodisium panayarum
Aphrodisium panayarum là một loài bọ cánh cứng trong họ Cerambycidae.